# Relativer Preis
Der relative Preis (englisch relative price) ist der Preis eines Gutes, ausgedrückt in dem Preis eines anderen Gutes. Er ist also das Verhältnis zweier Preise zueinander. Die relativen Preise beschreiben das Austauschverhältnis von Gütern untereinander. Das ist so zu verstehen, dass ein bestimmtes handelbares Gut einer autarken Volkswirtschaft in einem bestimmten Verhältnis mit einem Gut einer anderen autarken Volkswirtschaft getauscht werden kann.

## Definition des relativen Preises an Wechselkursen
Der Wechselkurs erlaubt den Vergleich von inländischen und ausländischen Geldern, indem er ihren Ausdruck in derselben Währung ermöglicht. Dadurch lassen sich auch die relativen Preise von Gütern und Dienstleistungen verschiedener Länder vergleichen. So ist es möglich, dass sich ein Amerikaner überlegt, wie viel er für ein deutsches Auto und ein amerikanisches Motorrad ausgeben will. Dazu muss er nur die Preise in die gleiche Währung übertragen. Das bedeutet bei einem Wechselkurs von $1,50 pro Euro, dass ein Amerikaner für ein Auto, das in Deutschland 40.000 € kostet, 60.000 $ bezahlt. Wenn der Preis des Motorrades in Amerika 20.000 $ ist, dann bestimmt sich der relative Preis aus dem Verhältnis der beiden Preise. In diesem Fall ist der relative Preis ($60.000 pro Auto)/($20.000 pro Motorrad)= 3,00 Motorräder pro Auto. Für einen Deutschen gilt umgekehrt der gleiche relative Preis.
| Wechselkurs ($/€)               | 1,25 | 1,5 | 1,75 |
| relativer Preis (Motorrad/Auto) | 2,5  | 3   | 3,5  |

## Allgemeine Annahmen

Transformationskurve

Aus der Transformationskurve oder auch Produktionsmöglichkeitskurve kann man ablesen, welche Möglichkeiten der Produktion eine Volkswirtschaft hat. Dabei spielen die relativen Preise eine besondere Rolle. Sie dienen dazu festzustellen, was eine Volkswirtschaft tatsächlich produziert. Um das ganze etwas verständlicher zu gestalten, stellen wir uns eine Volkswirtschaft vor, die wir als Inland bezeichnen. Die Volkswirtschaft produziert nur zwei Produkte, nämlich Käse und Wein.
In unserer vereinfachten Volkswirtschaft ist Arbeit der einzige Produktionsfaktor. Daraus folgt, dass sich das Angebot an Käse und Wein daraus bestimmt, dass Arbeitnehmer in dem Sektor arbeiten wollen, wo sie den höheren Lohn verdienen. Die Grafik zeigt die Produktionsmöglichkeiten unserer Volkswirtschaft. Wie man hier sehen kann, beschreibt die PF-Linie die Menge, die das Inland bei einer gegebenen Produktionsmenge eines der beiden Produkte herstellen kann.
Wir nehmen im Folgenden an, dass
- {\displaystyle P_{C}} und {\displaystyle P_{W}} Käse- und Weinpreis,
- {\displaystyle a_{LC}} und {\displaystyle a_{LW}} Personenstunden ein Pfund Käse und ein Liter Wein,
- {\displaystyle P_{C}/a_{LC}} und {\displaystyle P_{W}/a_{LW}} Stundenlohn für Käse- und Weinsektor sind.

Mit diesen Bezeichnungen kann man dann folgende Beziehungen herleiten:
- {\displaystyle P_{C}/P_{W}>a_{LC}/a_{LW}} Spezialisierung auf Käse
- {\displaystyle P_{C}/P_{W}=a_{LC}/a_{LW}} Egal, ob Käse oder Wein
- {\displaystyle P_{C}/P_{W}<a_{LC}/a_{LW}} Spezialisierung auf Wein

Diese Gleichungen kann man auch so interpretieren, indem man sagt, dass sich die Wirtschaft auf die Produktion von Käse spezialisiert, wenn der relative Preis des Käses seine Opportunitätskosten übertrifft. Sie wird sich auf die Produktion von Wein spezialisieren, wenn der relative Preis des Käses unter dessen Opportunitätskosten liegt.

### Relativer Preis im Einfaktormodell

Bestimmung des relativen Preises nach Handel

Das Einfaktormodell beschreibt die Strukturen und Auswirkungen des Handels zwischen zwei Ländern, die jeweils nur einen Produktionsfaktor haben. Das Modell besteht hier aus Inland und Ausland, die jeweils nur den Produktionsfaktor Arbeit haben und zwei Güter herstellen können: Käse und Wein. Um beide Märkte miteinander vergleichen zu können, betrachten wir das relative Angebot (RS) und die relative Nachfrage (RD). Wir erweitern unsere Annahmen, indem wir
- {\displaystyle \operatorname {\mathit {{L}^{*}}} } als Arbeitskraft von Ausland und
- {\displaystyle a_{LC}^{*}} und {\displaystyle {a}_{LW}^{*}} als Arbeitskoeffizienten von Käse und Wein bezeichnen.

Wie man sieht, ist die RS-Kurve eine zunehmende Funktion des Käsepreises in Relation zum Weinpreis. Die RD- und RD1-Kurven haben einen abnehmenden Verlauf. Das Auffallende an der relativen Angebotskurve RS ist ihr treppenartiger Verlauf.
Aus der RS-Kurve geht hervor, dass es kein Angebot an Käse gibt, wenn der Weltpreis unter {\displaystyle {a}_{LC}/{a}_{LW}} sinkt. Somit gibt es auch keine Käseproduktion, wenn der relative Käsepreis unter {\displaystyle {a}_{LC}/{a}_{LW}} sinkt. Wenn der relative Käsepreis {\displaystyle P_{C}/P_{W}} gleich {\displaystyle {a}_{LC}/{a}_{LW}} ist, verdient ein Arbeiter im Inland das gleiche in der Käseherstellung wie in der Weinherstellung. Ist das der Fall, dann wird Inland beide Güter herstellen. Das drückt sich in dem gleichbleibenden Abschnitt der Angebotskurve RS aus. Solange {\displaystyle P_{C}/P_{W}<{a}_{LC}^{*}/{a}_{LW}^{*}}, wird sich das Ausland auf die Produktion von Wein spezialisieren. Der relative Gleichgewichtspreis des Käses wird durch den Schnittpunkt der beiden Kurven RD und RS bestimmt. Bei Punkt 1 liegt der relative Gleichgewichtspreis des Käses dort, wo die beiden Länder vor Eröffnung des Handels noch einen komparativen Vorteil haben. Das heißt, dass sich Inland auf die Käseproduktion konzentriert und Ausland auf die Weinproduktion. Der relative Gleichgewichtspreis könnte jedoch im Punkt 2 liegen, wenn wir die RD1-Kurve heranziehen. Dann schneidet sie die RS-Kurve in einem flachen Abschnitt, wo der relative Käsepreis {\displaystyle {a}_{LC}/{a}_{LW}}, gleich den Opportunitätskosten von Käse in Wein ist. Das heißt, Inland wird sowohl Käse als auch Wein herstellen.

### Bestimmung des relativen Preises
Um den relativen Preis zu bestimmen, muss man die relative Nachfrage und das relative Angebot heranziehen.
Mit diesen beiden Größen kann man dann eine allgemeine Gleichgewichtsanalyse erstellen.
Sie dient dazu, die Zusammenhänge zwischen zwei Märkten darzustellen. Das relative Weltangebot und die relative Weltnachfrage ist ein Verhältnis von zwei Gütern, die als Funktion des Preises des einen Gutes in Relation zu dem Preis des anderen Gutes ausgedrückt werden. Die Kurve des relativen Weltangebotes ist durch die RS-Linie dargestellt, und die Kurve der relativen Weltnachfrage ist durch die RD-Linie dargestellt.

### Beispiel zur Bestimmung der relativen Preise

Entstehung des relativen Preises

Wir nehmen in diesem Beispiel an, dass die Weltwirtschaft nur aus zwei Ländern besteht, nämlich Inland und Ausland. Inland produziert Textilien und exportiert diese an das Ausland. Das Ausland produziert Lebensmittel und exportiert diese wiederum an das Inland.
- {\displaystyle \operatorname {\mathit {P_{C}}} } und {\displaystyle \operatorname {\mathit {P_{F}}} } relativer Preis der Textilien und Lebensmittel
- {\displaystyle \operatorname {\mathit {Q_{C}}} } und {\displaystyle \operatorname {\mathit {Q_{F}}} } von Inland produzierte Textilien- und Lebensmittelmengen
- {\displaystyle \operatorname {\mathit {Q_{C}^{*}}} } und {\displaystyle \operatorname {\mathit {Q_{F}^{*}}} } von Ausland produzierte Textilien- und Lebensmittelmengen
- {\displaystyle \operatorname {\mathit {P_{C}}} /{P_{F}}} Tauschverhältnisse von Inland
- {\displaystyle \operatorname {\mathit {P_{F}}} /{P_{C}}} Tauschverhältnisse von Ausland

Um den relativen Preis zu bestimmen, müssen wir den Schnittpunkt der relativen Weltnachfrage und des relativen Weltangebots für Textilien ermitteln. Die RS-Kurve hat einen steigenden Verlauf, weil ein Anstieg des Preisverhältnisses {\displaystyle P_{C}/P_{F}} das Inland und Ausland veranlasst, mehr Textilien und weniger Lebensmittel herzustellen. Aufgrund dieses Anstiegs hat die relative Weltnachfragekurve RD einen fallenden Verlauf, weil es die beiden Länder veranlasst, ihren Bestand an Lebensmitteln zu erhöhen.
Der relative Preis ergibt sich nun aus dem Schnittpunkt der RS- und RD-Kurve. Der Schnittpunkt der Kurven ist der Punkt {\displaystyle (P_{C}/P_{F})^{1}}, der hier den relativen Gleichgewichtspreis (Terms of Trade) des Textil exportierenden Landes aufzeigt.